# 博略莱方丹
博略莱方丹（法語：Beaulieu-les-Fontaines，法語發音：[boljø le fɔ̃tɛn]）是法国瓦兹省的一个市镇，属于贡比涅区。

## 地理
博略莱方丹（49°39'36"N, 2°54'45"E）面积12.6 平方千米，位于法国上法蘭西大區瓦兹省，该省份为法国北部内陆省份，北起索姆省，西接厄尔省和滨海塞纳省，南至塞纳-马恩省和瓦兹河谷省，东临埃纳省。
与博略莱方丹接壤的市镇（或旧市镇、城区）包括：阿夫里库尔、康帕涅、康多尔、埃屈维利、弗雷图瓦堡、马尔尼欧瑟里斯、奥尼奥勒、索朗特、尚皮安、埃尔舍。

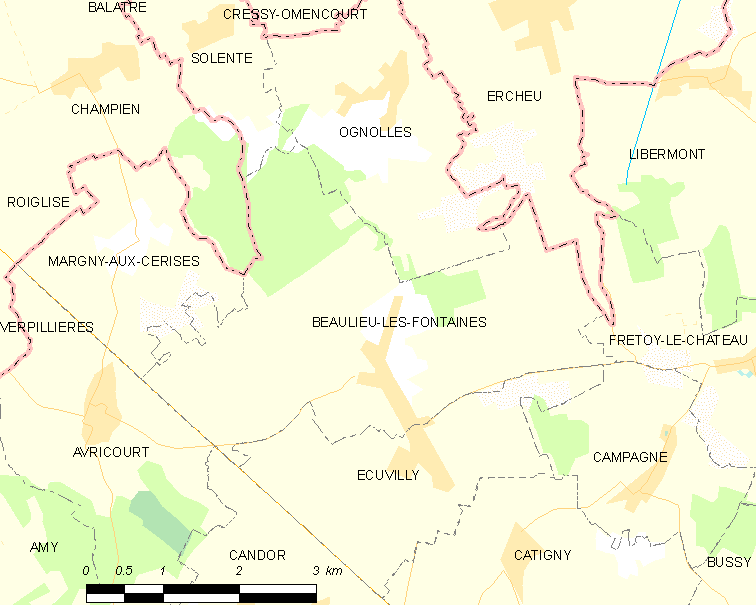
博略莱方丹的OSM定位图

博略莱方丹的时区为UTC+01:00、UTC+02:00（夏令时）。

## 行政
博略莱方丹的邮政编码为60310，INSEE市镇编码为60053。

## 政治
博略莱方丹所属的省级选区为图罗特县。

## 人口

1962-2008年间博略莱方丹人口变化图示

博略莱方丹于2022年1月1日时的人口数量为571人。